# 埃格利
埃格利（法語：Égly，法語發音：[eɡli] ⓘ）是法国法兰西岛大区埃松省的一个市镇，属于帕莱索区。

## 地理
埃格利（48°34'50"N, 2°13'26"E）面积3.95 平方千米，位于法国法蘭西島大區埃松省，该省份为法国北部内陆省份，北起上塞纳省和马恩河谷省，西接厄尔-卢瓦省和伊夫林省，南至卢瓦雷省，东临塞纳-马恩省。
与埃格利接壤的市镇（或旧市镇、城区）包括：奥兰维尔、阿尔帕容、阿夫兰维尔、布瓦西苏圣永、布勒耶、布吕耶尔勒沙泰勒、圣永。

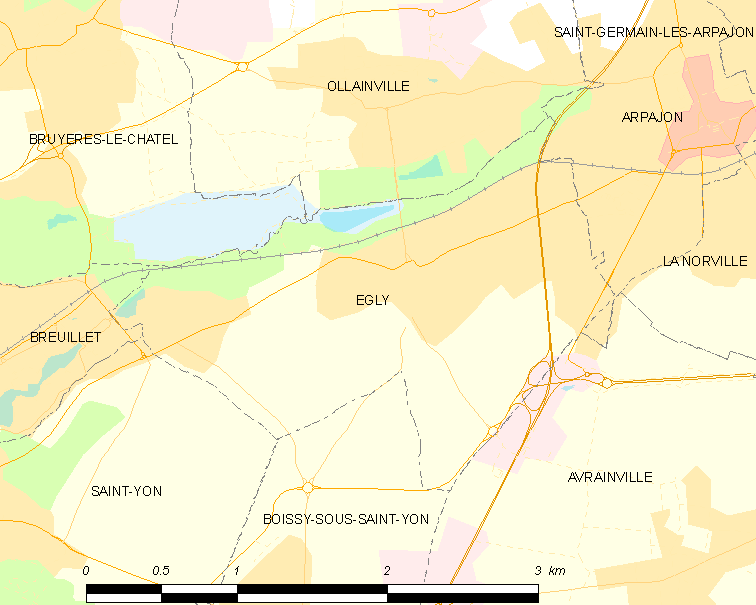
埃格利的OSM定位图

埃格利的时区为UTC+01:00、UTC+02:00（夏令时）。

## 行政
埃格利的邮政编码为91520，INSEE市镇编码为91207。

## 政治
埃格利所属的省级选区为阿尔帕容县。

## 人口

1962-2008年间埃格利人口变化图示

埃格利于2022年1月1日时的人口数量为7078人。